# Martizay
Martizay település Franciaországban, Indre megyében. Lakosainak száma 950 fő (2022. január 1.). Martizay Azay-le-Ferron, Lingé, Lureuil, Saint-Michel-en-Brenne és Bossay-sur-Claise községekkel határos.

## Népesség
A település népességének változása:
| Lakosok száma | 1312 | 1163 | 1124 | 1043 | 993  | 973  | 952  | 938  | 935  | 950  |
|               | 1968 | 1982 | 1990 | 2006 | 2013 | 2015 | 2017 | 2019 | 2020 | 2022 |